# Чернавский, Дмитрий Сергеевич
Дми́трий Серге́евич Черна́вский (24 февраля 1926, Москва, РСФСР — 19 июня 2016, Калининград, Российская Федерация) — советский и российский биофизик и экономист, преподаватель. Главный научный сотрудник Физического института им. П. Н. Лебедева РАН.

## Биография
В начале 1950-х гг. начал свою научную деятельность в созданном академиком Игорем Евгеньевичем Таммом теоретическом отделе Физического института АН СССР (ФИАНа). По его инициативе в 1972 г. в теоретическом отделе ФИАН был образован сектор теоретической биофизики, который он возглавлял до 2014 г.
В 1949 г. окончил инженерно-физический факультет Московского механического института (с 2009 года — Национальный исследовательский ядерный университет «МИФИ»).
В 1955 г. защитил диссертацию на соискание ученой степени кандидата физико-математических наук по теме: «Изучение взаимодействия нейтрона и протона при малых энергиях вариационным методом». В 1964 г. — докторскую диссертацию: «Периферическое взаимодействие частиц высокой энергии».
В 1966 г. стал профессором биологического факультета МГУ.
Член Научных советов РАН по биофизике (1980) и влиянию физических полей на человека (1991). Победитель конкурса «На лучшее объяснение ключевых вопросов строения мира» (2004) программы Александра Гордона (с призовым фондом 1 млн евро). Полученную премию поделил поровну между 191 участником программы Гордона.

## Основные направления научных исследований и научные достижения
- Биофизика

В 1966 г. сформулировал концепцию о функционировании белков-ферментов, известную сейчас под названием белок-машина. В середине 70-х гг. разработал теорию туннельного электронного транспорта в биологических системах, получившую в дальнейшем широкое признание. В 1975 г. предложил модель возникновения ценной биологической информации на примере единого биологического кода.
- Синергетика
- Теория информации
- Теория развивающихся (физических, биологических, экономических и социальных) систем, клиодинамика.
- Концептуальные основы квантовой механики, необратимость.

## Публикации
Автор более 350 научных трудов, в том числе:
- 2015 г. — An architecture of the cognitive system with account for emotional component.// Biologically Inspired Cognitive Architecture, v.6, pp. 147–158 (with co-authors)
- 2013 г. — An architecture of thinking system within the Dynamical Theory of Information. / Biologically Inspired Cognitive Architecture, v.12, pp. 144–154 (with co-authors)
- 2007 г. — «Система пространственных динамических моделей аграрных обществ» // История и Математика: Макроисторическая динамика общества и государства / Ред. Малков С. Ю., Гринин Л. Е., Коротаев А. В. — М.: КомКнига/УРСС, 2007. С. 168—181 (в соавт.).
- 2005 г. — «Борьба условных информаций» // История и синергетика: Математическое моделирование социальной динамики / Ред. Малков С. Ю., Коротаев А. В. М.: КомКнига/УРСС, 2005. С. 88-102 (в соавт.).
- 2005 г. — «Математические модели исторической демографии» (Как хаос на микроуровне порождает предсказуемую динамику на макроуровне?) Архивная копия от 25 января 2007 на Wayback Machine // Общественные науки и современность. № 5. С. 140—154 (в соавт).
- 2004 г. — «Синергетика и информация: Динамическая теория информации». 2-е изд. М.: УРСС. ISBN 5-354-00241-9.
- 2002 г. — «О проблемах физической экономики» // Успехи физических наук. Т. 172. № 9. С. 1045—1066.
- 2001 г. — «Синергетика и информация: Динамическая теория информации». М.: Наука.
- 2000 г. — «Проблема происхождения жизни и мышления с точки зрения современной физики» // Успехи физических наук. Т. 170. № 2. С. 157—183.
- 1999 г. — «Белок-Машина: Биологические макромолекулярные конструкции». М. (в соавт.)
- 1993 г. — «Стресс у растений. Биофизический подход». М.: МГУ (в соавт.).
- 1990 г. — «Синергетика и информация». М.: Знание (Новое в жизни, науке, технике. Сер. «Математика, кибернетика», № 5).
- 1977 г. — !Туннельный транспорт электронов в фотосинтезе". М. (Чернавская Н. М., Чернавский Д. С.).
- 1975 г. — «Математическое моделирование в биофизике». М.: Наука (Романовский Ю. М., Степанова Н. В., Чернавский Д. С.).